# Juan Hernández Sierra
Juan Hernández Sierra (ur. 16 marca 1969 w  Guane w prowincji Pinar del Río) – kubański bokser, dwukrotny srebrny medalista olimpijski z 1992 i 1996.
W 1991 roku zdobył złoty medal podczas mistrzostw świata w Sydney, pokonując w finale Andreasa Otto.
W 1992 roku podczas igrzysk olimpijskich w Barcelonie, zdobył srebrny medal w finale przegrywając na punkty (10:13) z Michaelem Carruthem.
W 1993 roku również zdobył złoty medal podczas mistrzostw świata w Tampere. Pokonał w finale Vitalijusa Karpačiauskasa z Litwy.
W 1995 roku kolejny raz zdobył złoto podczas mistrzostw świata Berlinie. Pokonał w finale swojego odwiecznego rywala, dwukrotnego złotego medalistę olimpijskiego Olega Saitowa.
W 1996 roku na igrzyskach w Atlancie, powtórzył swój wyczyn z 1992. Zdobył srebrny medal podczas tych igrzysk, przegrywając w finale z Olegiem Saitowem.
W 1997 roku zdobył brąz podczas mistrzostw świata w Budapeszcie, kontrowersyjnie przegrywając z Saitowem na punkty (4:5).
W 1999 roku po raz 4. zdobył złoty medal na mistrzostwach świata w Houston, pokonując w finale Timura Gajdałowa.
W 2000 roku startował na igrzyskach olimpijskich w Sydney, przegrywając w ćwierćfinale ze złotym medalistą Jermachanem Ibraimowem.

## Starty olimpijskie
Barcelona 1992
- waga półśrednia – srebro

 Atlanta 1996
- waga półśrednia – srebro

 Sydney 2000
- waga lekkośrednia – ćwierćfinał

## Starty na MŚ
Sydney 1991
- waga półśrednia – złoto

 Tampere 1993
- waga półśrednia – złoto

 Berlin 1995
- waga półśrednia – złoto

 Budapeszt 1997
- waga półśrednia – brąz

 Houston 1999
- waga półśrednia – złoto